# RNLB H.F. Bailey III
Le RNLB H.F. Bailey III (ON 777) est un ancien Lifeboat de la Royal National Lifeboat Institution (RNLI) de Classe Watson (en).
Il est l'un des plus célèbres Royal National Lifeboat Institution (RNLI) car il a servi à Cromer et parce qu'il a été utilisé par le barreur Henry Blogg (en)qui a effectué un grand nombre d'exploits de sauvetage. Il a servi à la Cromer Lifeboat Station (en) dans le comté de Norfolk de 1935 à 1945.

Son port d'attache actuel est au RNLI Henry Blogg Lifeboat Museum de Cromer.

Il est enregistré comme bateau du patrimoine maritime du Royaume-Uni par le National Historic Ships UK  et au registre de la National Historic Fleet.

## Histoire
De 1923 à la fin de la Seconde Guerre mondiale en 1945 la station de sauvetage de Cromer avait quatre canots de sauvetage à moteur provenant de la donation de Mr Henry Francis Bailey, marchand à Londres, qui est né à Brockenhurst dans le Comté Norfolk et décédé en 1916.

## Construction
H.F. Bailey a été construit au chantier Groves & Guttridge à Cowes sur l'île de Wight. Sa coque est en pin du Honduras sur une structure en teck.Le bateau est divisé en sept compartiments étanches, dont un est la salle des machines. Son équipement comprend les dernières innovations de l'époque: un lanceur de filin  ligne et un projecteur électrique.

## Fin de carrière
Après 1945, HF Bailey est allé à servir à l'Helvick Head Lifeboat Station en république d'Irlande jusqu'en 1969, lorsque la station a été fermée.

Il est maintenant exposé au RNLI Henry Blogg Lifeboat Museum à Cromer.